# Konrad Theodor Preuss
Konrad Theodor Preuss (Bagrationovsk, Oblast de Kaliningrado, 2 de junho de 1869 – Berlim, 8 de junho de 1938) foi um etnólogo alemão.
Foi membro estrangeiro da Academia Real das Artes e Ciências dos Países Baixos em 1928.

## Obras
- Die geistige Kultur der Naturvölker. Leipzig, 1914
- Grammatik der Cora-Sprache, Columbia, New York 1932